# 邓铁梅
邓铁梅（1892年10月29日—1934年9月28日），名古儒，字铁梅，以字行，出身镶红旗满洲佐领。生于清朝盛京磨石峪邓家村（今本溪满族自治县小市镇磨石峪村），中国抗日将领。

## 生平
邓铁梅的一世祖邓朝忠跟随清太祖努尔哈赤起兵，后隶属于敬谨亲王门下，充任王庄庄丁。其三世祖起定居磨石峪。1892年，邓铁梅在那里出生。1917年，邓铁梅考入本溪县警察教练所。1918年毕业后任本溪县警察大队班长。1921年调至凤城县（今凤城市）任警察大队长。1929年升任凤城县公安局局长。1930年因得罪上司被免职。1931年调任牡丹江警察分署署长，不久又被革职。邓铁梅只好到沈阳、锦州等地谋职。
九·一八事变后，邓铁梅返回凤城，于1931年10月召集旧部150余人，在凤城顾家堡宣布成立东北民众义勇军，后改称东北民众自卫军。到1931年12月份作战人员已发展到1500余人，建制上分3个大队和一个大刀队。
1931年12月26日夜，东北民众自卫军兵分4路，第一路负责切断电话线使凤城守敌断绝与安东（今丹东市）站的敌人联系；第二路在四台子伏击从连山关、鸡冠山北来的增援之敌；第三路进攻火车站，消灭火车站守敌；第四路冲进县城进攻日本守备队和伪警察署。晚10时，战斗开始，次日凌晨4时结束。战斗共击毙日军10余名，缴获步枪300余支，轻机枪3挺，迫击炮2门和大批弹药，捣毁了日伪行政机关。解救出监狱中的抗日人士50余人。战斗结束后自卫军退出凤城。此次战斗的胜利使自卫军的队伍更加壮大。自卫军编制由大队扩编为9个团。
1932年3月，东北民众抗日救国会派代表苗可秀与邓铁梅联系，救国会委任邓铁梅为东北民众义勇军第28路军司令。1932年5月，作战人员发展到1.6万人。1932年12月，日军调集1万余人进行围剿，由于自卫军火力与指挥经验的不足，自卫军在围剿只剩下5000余人。1933年4月15日再次进行围剿，日军采用步步为营，实行保甲连坐法，使自卫军损失惨重，只剩下1000余人。自卫军只得化整为零，进行游击战。
1934年5月27日，邓铁梅因患了痢疾，被秘密送到凤城县小蔡沟张家堡子一家张姓亲属家中养病，但被叛徒沈廷辅探知。5月30日晚，邓铁梅被沈廷辅带领的伪便衣暗杀队捕获。1934年9月28日夜，邓铁梅在日军百般劝降无效下被杀害。

## 纪念
1935年中共发表《八一宣言》，称其“为救国而捐躯的民族英雄”。
1935年11月，中共南满省委把以邓铁梅旧部为基础组建的一支队伍命名为“铁梅支队。”
1945年9月9日，中共胶东区党委根据中共中央的战略部署，决定组织渡海挺进东北的临时工作委员会，由胶东区委情报部长邹大鹏担任工委书记，吕其恩、于克、柳运光、吕塞为委员。对外称“山东八路军海上挺进东北先遣支队司令部”(即“八路军海南先遣支队”)，邹大鹏为政治委员，吕其恩为司令员。9月17日先遣支队进入安东。9月底，安东市保安司令部成立，吕其恩任司令员，邹大鹏任政委，张奎任参谋长。1945年11月，经东北局批准，安东省工委决定在岫岩建立以抗日民族英雄邓铁梅的名字命名的铁梅支队，邹大鹏兼任司令员，李辉兼任政委，全支队共有兵力5000人左右。保障了岫岩中心县委和后来的庄岫地委开辟根据地、建立民主政权、反奸清算斗争。
早在中华人民共和国建国初，凤城县人民政府以邓铁梅的名字命名了“邓铁梅路”。
1987年9月，本溪县人民政府为永远纪念和缅怀邓铁梅的抗日功绩，在山城子乡修建了邓铁梅纪念碑。
1988年中华人民共和国民政部追认革命烈士。
2014年9月30日，中华人民共和国民政部授予邓铁梅“抗日英烈”称号。

## 资源引证
1. 1 2 3  李林 2006，第193頁
2. ↑  李林 2006，第194頁